# Anisomysis hanseni
Anisomysis hanseni är en kräftdjursart som beskrevs av Nouvel 1967. Anisomysis hanseni ingår i släktet Anisomysis och familjen Mysidae. Inga underarter finns listade i Catalogue of Life.